# Masako Watanabe
Masako Watanabe (わたなべまさこ, Watanabe Masako) (Tokio, 16 mei 1929) is een Japans mangaka.

## Carrière
Watanabe begon haar carrière als illustrator voor boeken in 1949. Ze schakelde over naar het tekenen van manga na het lezen van Osamu Tezuka's werk. In 1952 debuteerde ze met Namida no Sanbika. Samen met Hideko Mizuno en Miyako Maki groeide ze al snel uit tot een van de populairste vrouwelijke mangaka van haar tijd.
Watanabe viel in de jaren 1960 op vanwege haar gebruik van pastelkleuren in plaats van de felle, primaire kleuren die toen populair waren. Ook was ze een pionier in shojo horrorverhalen (bijvoorbeeld Blue Foxfire) en shojo mysterieverhalen (bijvoorbeeld Glass no Shiro). In 1971 won ze de Shogakukan Manga-prijs voor Glass no Shiro en Sei Rosalindo. In de jaren 1980 begon ze met seksueel expliciete manga te tekenen in het redikomi (lady's comics) genre, een voorloper van het hedendaagse josei genre. Een voorbeeld is de reeks Kinpeibai, welke gebaseerd is op een 19de-eeuwse erotische Chinese roman.
- CiNii: DA08609775
- Gemeinsame Normdatei: 1139798375
- Bibliotheek van het Japanse parlement: 00090855
- Virtual International Authority File: 261031648